# Vũ Dương, Tháp Hà
Vũ Dương là một huyện thuộc địa cấp thị Tháp Hà, tỉnh Hà Nam, Trung Quốc.

### Nhai đạo
- Thiên Kiều Nhai (天桥街街道)
- Địch Trang (翟庄街道)

### Trấn
| - Vũ Tuyền (舞泉镇) - Ngô Thành (吴城镇) - Bắc Vũ Độ (北舞渡镇) - Liên Hoa (莲花镇) | - Tân An (辛安镇) - Mạnh Trại (孟寨镇) - Thái úy (太尉镇) |

### Hương
| - Văn Phong (文峰乡) - Bảo Hòa (保和乡) - Mã Thôn (马村乡) - Hầu Tập (侯集乡) | - Khương Điếm (姜店乡) - Cửu Nhai (九街乡) - Chương Hóa (章化乡) |